# Giovanni Domenico Cassini
Giovanni Domenico Cassini (8. června 1625 Perinaldo, Janovská republika – 14. září 1712 Paříž) byl italsko-francouzský astronom a inženýr. Narodil se v Perinaldu v Janovské republice.

## Astronomie
V roce 1644 Cassini začal působit jako asistent na observatoři v Panzanu, a od roku 1648 až do 1669 zde pracoval jako astronom. V roce 1650 se stal profesorem na Univerzitě v Bologni a v roce 1671 byl jmenován ředitelem Pařížské observatoře. Beze zbytku se ztotožnil se svou novou vlastí a ve Francii a okolních zemích je známý jako Jean-Dominique Cassini.
Společně s Hookem je Cassinimu připisován objev Velké rudé skvrny na Jupiteru (kolem roku 1665). Cassini jako první spatřil čtyři Saturnovy měsíce a objevil také Cassiniho dělení (1675). Kolem roku 1690 Cassini jako první pozoroval diferenciální rotaci Jupiterovy atmosféry.
V roce 1672 poslal svého kolegu Jeana Richera do Cayenne ve Francouzské Guyaně, zatímco sám zůstal v Paříži. Oba dělali současná pozorování Marsu, našli jeho paralaxu a odvodili jeho vzdálenost. Toto měření poprvé ukázalo skutečné vzdálenosti ve sluneční soustavě.
Cassini také jako první uskutečnil měření zeměpisné délky metodou navrženou Galileem, použitím zatmění Jupiterových měsíců jako hodin.

## Astrologie
Když se ve svém mládí nadchl pro nebesa, spíše ho zajímala astrologie než astronomie. Později se ve svém životě zaměřil téměř výhradně na astronomii a jak se stále více zapojoval do vědecké revoluce a pěstoval racionální myšlení, začal astrologii kritizovat. V mládí studoval astrologii velmi intenzívně a načerpal v tomto oboru rozsáhlé znalosti; je kuriózní, že právě ty ho vedly k rozhodnutí stát se spíše astronomem.
V roce 1644 senátor Bologne Marquis Cornelio Malvasia, který se velmi zajímal o astrologii, pozval do Bologne Cassiniho a nabídl mu místo v observatoři v Panzanu, která se právě stavěla. Spolu s ostatními trávil většinu času počítáním nových, lepších a přesnějších efemerid pro astrologické účely za použití rychle se rozvíjejících astronomických metod a nástrojů té doby.
Roku 1669 se Cassini přestěhoval do Francie a díky grantu Ludvíka XIV. Francouzského mohl založit Pařížskou observatoř, která byla otevřena v roce 1671. Cassini zůstal jejím ředitelem až do konce své kariéry, do své smrti v roce 1712. Přestože ve Francii Cassini sloužil po 41 let jako královský astronom/astrolog Ludvíka XIV. Francouzského („Krále Slunce“), ve své dvojité roli drtivou většinu času věnoval astronomii; astrologii, kterou tak intenzivně studoval v mládí, zanedbával.

## Inženýrství
Papež Klement IX. najal Cassiniho na stavbu opevnění a regulaci koryta řeky Pád na ochranu před záplavami.

## Pojmenováno po Cassinim
- Mise Cassini-Huygens k Saturnu
- Cassiniho dělení prstenců Saturnu
- Cassini Regio, temná oblast na měsíci Japetus
- Cassiniho kráter na Marsu
- Cassiniho kráter na Měsíci [3][2]